# William Dean Howells

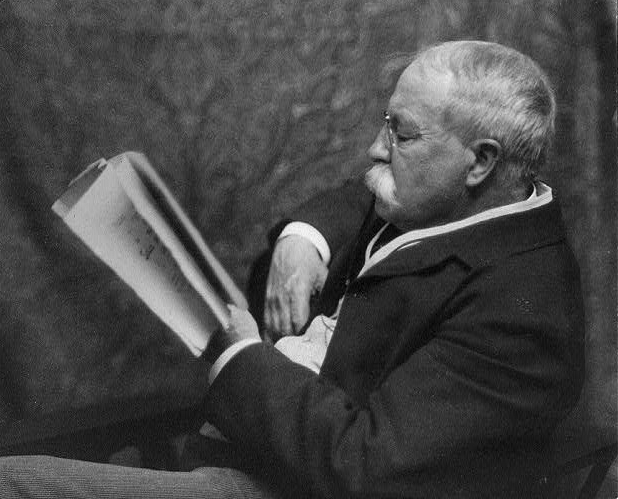

William Dean Howells (Martinsville (Ohio), 1 maart 1837 - New York, 11 mei 1920) was een Amerikaans realistisch auteur, uitgever en literair criticus. Zijn bekendste werken zijn A Modern Instance (1882) en The Rise of Silas Lapham (1885).
Howells was het tweede kind van in totaal acht kinderen. Het gezin verhuisde met grote regelmaat en verbleef onder andere enige tijd in de Utopische gemeenschap Eureka Mills. Het beroep van schrijver leerde hij van zijn vader die redacteur en schrijver was. Daarnaast leerde hij zichzelf verschillende talen waaronder Duits. Hij begon met het schrijven van korte gedichten en artikelen die in verschillende kranten werden gepubliceerd.
Landelijke bekendheid verwierf Howells met een biografie over de toenmalige presidentskandidaat Abraham Lincoln. Met het geld dat hij hiermee verdiende, bekostigde hij een verhuizing naar New England. Daar maakte hij kennis met verschillende bekende schrijvers zoals Nathaniel Hawthorne, Henry David Thoreau, Walt Whitman, Ralph Waldo Emerson en Sarah Orne Jewett.
Tussen 1861 en 1865 verbleef Howells in Italië waar hij zijn vrouw Elinor Mead leerde kennen, met wie hij drie kinderen zou krijgen. Na zijn terugkeer in de Verenigde Staten werd hij uitgever van het tijdschrift The Atlantic Monthly. Dankzij deze invloedrijke positie als uitgever van een literair tijdschrift leerde hij veel schrijvers kennen met wie hij bevriend raakte, zoals Mark Twain en Henry James. Howells werd een belangrijk voorvechter van het realisme in de literatuur.
In 1881 stopte Howells bij The Atlantic Monthly en publiceerde hij zijn werk in verschillende regionale tijdschriften. Tegelijkertijd steunde hij regionale auteurs en hielp hij hen bij het uitgeven van hun werk.
Als beloning voor zijn werk werd Howells in 1908 de eerste president van de American Academy of Arts and Letters. Ook deze academie erkende zijn inzet en stelde in 1915 de William Dean Howells Medal in, een vijfjaarlijkse prijs voor het belangrijkste Amerikaanse fictiewerk.
Howells stierf op 11 mei 1920 op 83-jarige leeftijd aan de gevolgen van een longontsteking.
- Biblioteca Nacional de España: XX1182446
- Bibliothèque nationale de France: cb12024835p (data)
- CiNii: DA00735674
- Gemeinsame Normdatei: 118639722
- International Standard Name Identifier: 0000 0001 2283 1540
- Library of Congress Control Number: n80002569
- Nationale Bibliotheek van Letland: 000176828
- MusicBrainz: dc052b39-95f4-44e3-992a-54184b1fda9b
- Bibliotheek van het Japanse parlement: 00951676
- Nationale Bibliotheek van Tsjechië: jn20021014015
- Nationale bibliotheek van Australië: 35209433
- Nationale Bibliotheek van Israël: 987007262967405171
- Nederlandse Thesaurus van Auteursnamen: 06830546X
- Istituto Centrale per il Catalogo Unico: LO1V026132
- LIBRIS: 305912
- SNAC: w63n221b
- Système universitaire de documentation: 027335046
- Trove: 866343
- Virtual International Authority File: 95191935
- WorldCat: E39PBJvmQJVVmrrHFbcjmvRkDq